# Diphasia fallax
Diphasia fallax är en nässeldjursart som först beskrevs av Johnston 1847.  Diphasia fallax ingår i släktet Diphasia och familjen Sertulariidae. Arten är reproducerande i Sverige. Inga underarter finns listade i Catalogue of Life.